# Richard Sukuta-Pasu
Richard Sukuta-Pasu (Wuppertal, 1990. június 24. –) német korosztályos labdarúgó, jelenleg az Eintracht Hohkeppel játékosa.

## Pályafutása

### Klubcsapatokban

#### Bayer Leverkusen
Két junior csapatban játszott: a Grün-Weiß Wuppertalban és a Bayer Leverkusen ifjúsági csapatában, ahol hamar felfigyeltek az ifjú csatártehetségre. Hamar végigjárta a korosztályos csapatokat. 2006. május 7-én debütált csereként az U19-es csapatban a Rot-Weiß Essen U19 ellen, ahol rögtön góllal mutatkozott be. A 2005–2006-os szezonban több mérkőzésen nem lépett pályára az U19-es csapatban. A 2006–2007-es szezonban először 2007. február 25-én lépett pályára a SG Wattenscheid 09 U19 elleni 1–4-re megnyert idegenbeli találkozón. Richard duplázott a mérkőzésen. A szezon további mérkőzésein remek formában játszott. A következő bajnokin ismét duplázott a Rot-Weiß Essen U19 ellen, majd az Alemannia Aachen U19 ellen mesternégyest szerzett. Az Arminia Bielefeld U19 ellen duplázott. A SpVgg Erkenschwick U19 ellen megszerezte szezonbeli második mesternégyesét. A szezonban az utolsó mérkőzésén a Borussia Dortmund U19 ellen egy gólt szerzett. A szezonban 8 mérkőzésen szerepelt és ezeken 15 gólt juttatott a gólvonalon túlra. A 2007–2008-as szezonban már alapember volt az U19-ben. Már az 1. fordulóban kezdőként pályára lépett és a bizalmat góllal hálálta meg edzőjének a Vfl Leverkusen U19 ellen. A szezonban duplázott a Arminia Bielefeld U19, a Alemannia Aachen U19 ellen. 2008. február 17-én mesternégyest szerzett a Vfl Leverkusen U19 elleni 1–8-ra megnyert idegenbeli mérkőzésen. 22 mérkőzésen lépett pályára és 17 gólt szerzett a szezonban. A 2008–2009-es szezonban csak egyetlenegy mérkőzésen szerepelt az U19-ben. A Borussia Dortmund U19 ellen, végig a pályán volt és gólt ezúttal nem szerzett.
2008-ban csatlakozott a Bayer Leverkusen második csapatához, ahol 18 mérkőzésen 7 gólt szerzett és 1 öngólt is sikerült szereznie. 2008. augusztus 16-án debütált a SC Verl ellen, ahol rögtön gólt szerzett, majd a következő mérkőzésen a SV 07 Elversberg ellen ismét gólt jegyzett. Az SV Eintrach Trier 05 és a BV Cloppenburg elleni mérkőzésen duplázott. Az Köln II ellen öngólt szerzett. Még ugyanebben az évben az első csapat bő keretének tagja lett, ahol az 51-es mezt választotta. Négy mérkőzésen lépett pályára, de gólt nem szerzett. 2008. szeptember 18-án debütált a Bundesligában a Hamburger SV elleni vesztes mérkőzésen (3–2) lépett pályára csereként a 86. percben Arturo Vidal helyére. 2009 februárjában és márciusában még három mérkőzésen pályára lépett az utolsó percekben. 2009. január 28-án a Német kupában is debütált az Energie Cottbus ellen 3–1-re megnyert hazai mérkőzésen a 77. percben lépett pályára.
A 2009–10-es szezont a tartalék csapatban kezdte. A VfL Bochum II ellen és a Waldhof Mannheim ellen 1–1 gólt szerzett. A Sportfreunde Lotte ellen pedig duplázott. 9 mérkőzésen lépett pályára és ezeken 4 gólt szerzett. Ezek után kölcsönbe került a Bundesliga 2-be. Több alkalommal nem lépett pályára a Bayer Leverkusen színeiben.

#### St. Pauli (kölcsönben)
2010 januárjában a Bundesliga 2-ben szereplő St. Pauli csapatába került másfél évre kölcsönbe. Az első gólját már a bemutatkozásakor megszerezte a Rot-Weiß Essen ellen, a 87. percben lépett pályára és 19 másodperc elteltével már gólt ünnepelt. Ebben a szezonban 13 mérkőzésen lépett pályára és 1 gólt szerzett a St. Pauli felnőtt csapatában, ahol legtöbbször csak csereként számítottak rá. Az 1860 München ellen kezdőként szerepelt és végig a pályán maradt, majd a következő mérkőzésen a RW Oberhausen ellen ismét kezdő volt, de a 79. percben lecserélték. A tartalékoknál is szerepelt 3 mérkőzésen és az utolsó meccsén megszerezte az első gólját a tartalékoknál a Chemnitzer FC ellen.
A 2010–2011-es szezont a Bundesliga 1-ben kezdte. 2010. augusztus 21-én a SC Freiburg ellen az 1. fordulóban megszerezte a második gólját is a St. Pauli csapat színeiben, a mérkőzésen gólpasszt is jegyzett. A St. Paulinál 22 mérkőzésen szerepelt és 2 gólt szerzett.

#### FC Kaiserslautern
2011. június 17-én aláírt az FC Kaiserslautern csapatához. 2015. június 30-ig szóló szerződést kötöttek. 2011. július 30-án játszotta első mérkőzését új csapata színeiben a Német kupában a BFC Dynamo ellen, a mérkőzés 78. percében lépett pályára csereként. 2011. augusztus 6-án debütált a bajnokságban a Werder Bremen csapata ellen elvesztett mérkőzésen félidőben cserélték le. A szezon során legtöbbször csak csereként számolnak vele. 2011. október 26-án megszerezte első gólját a Német kupában a Eintracht Frankfurt csapata ellen.

### A válogatottban

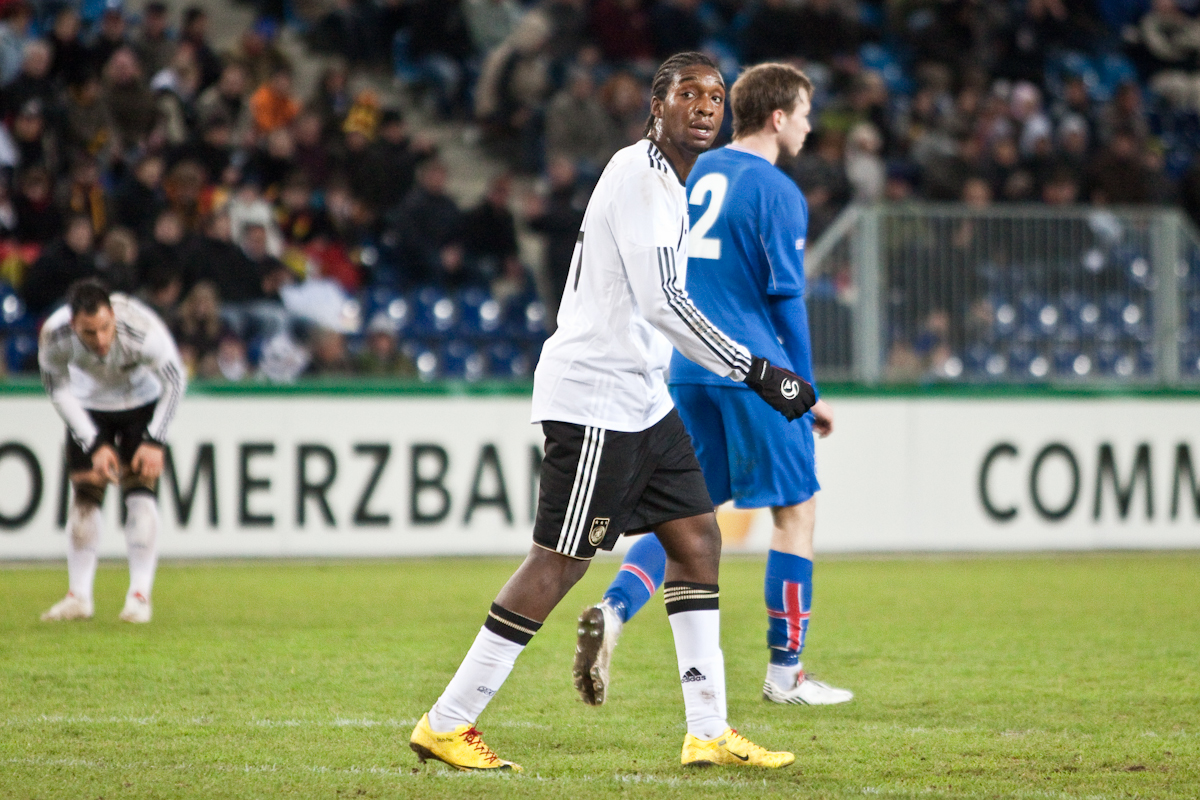

Sukuta-Pasu játszott a 2007-es U17-es labdarúgó-világbajnokság-on, ahol hét mérkőzésen jutott szerephez és négy gólt szerzett: Kolumbia és Anglia ellen egy-egy találattal, míg az amerikai U17-es labdarúgó-válogatott ellen két góllal iratkozott fel a gólszerzők listájára. A Ghána elleni, 2–1-es német győzelemmel végződött bronzmérkőzésen 80 percet játszott ugyan, de gólt nem szerzett.
2008-ban már az U19-es német labdarúgó-válogatottal utazott Csehországba a korosztályos labdarúgó-Európa-bajnokságra. Négy mérkőzésen lépett pályára, és a Spanyolország elleni csoportmérkőzésen már a 7. percben gólt szerzett, végül 2–1-re megnyerték a mérkőzést. Magyarország ellen kisebb boka sérülést szenvedett. A Csehország elleni elődöntő mérkőzésen is kapuba talált, illetve az Olaszország elleni 3–1-es német sikerrel végződött döntőn talált ismét a hálóba. 3 góljával a cseh Tomáš Necid mögött a góllövőlista második helyén végzett.
2008. augusztus 19-én debütált a Német U21-es csapatban a Moldova U21 ellen. A 73. percben lépett pályára az 1–0-ra elvesztett idegenbeli mérkőzésen. 2009. november 17-én a San Marinó-i U21 ellen megszerezte első gólját, a mérkőzésen a 63. percben lépett pályára csereként.

## Magánélete
Sukuta-Pasu édesanyja francia, édesapja kongói származású. Másodunokatestvére, Wilson Kamavuaka szintén profi labdarúgó.

## Sikerei, díjai

### Klubcsapatokban
Bayer Leverkusen
- U19-es Bundesliga győztes (1): 2007

### A válogatottban
Németország
- U19-es labdarúgó-Európa-bajnokság
  - Győztes 2008
- U17-es labdarúgó-világbajnokság
  - Bronzérmes 2007

## További információ(k)

#### Közösségi platformok
- Richard Sukuta-Pasu a Facebookon
- Richard Sukuta-Pasu az Instagramon

#### Egyéb weboldalak
- Richard Sukuta-Pasu adatlapja a Transfermarkt oldalán (angolul)
- Richard Sukuta-Pasu adatlapja a Soccerway oldalon (angolul)
- Richard Sukuta-Pasu adatlapja a WorldFootball.net oldalán (angolul)
- Richard Sukuta-Pasu adatlapja a Kicker oldalán (németül)
- Profilja a fussballdaten.de-n (németül)
- Richard Sukuta-Pasu a kleague.com oldalon